# Bătălia de la Tudela
Bătălia de la Tudela a reprezentat una dintre cele mai importante victorii franceze în Războiul peninsular, opunând o armată franceză comandată de Ducele de Montebello unei armate spaniole conduse de generalul Castaños. Bătălia a început spre orele 9, după ce armata franceză (Corpul III plus divizia Maurice-Mathieu) a întâlnit armata spaniolă de 45.000 de oameni, eșalonată între Tarazona și Tudela. Atacul francez a fost deschis de divizia Maurice-Mathieu, susținută de generalul de cavalerie Lefebvre-Desnouettes, ai cărui călăreți au reușit în puțin timp să cadă în spatele spaniolilor, care presau divizia Morolot. Un atac simultan al generalului Lagrange reușește să împingă înapoi trupele inamice, care se retrag, urmărite de cavaleria franceză, până la Mallen. Bătălia s-a încheiat la căderea nopții, conform lui Thiers, iar Napier estimează pierderile totale ale spaniolilor la 8.000-9.000.
1. 1 2 3 4 5  Alain Pigeard, „Dictionnaire de la Grande Armée”, Tallandier, Bibliothèque Napoléonienne, 2004, ISBN 2-84734-009-2, pag. 778